# Снега Килиманджаро
«Снега Килиманджаро» (англ. The Snows of Kilimanjaro) — рассказ Эрнеста Хемингуэя, вышедший в 1936 году. Впервые был опубликован в американском издании журнала Esquire за август 1936 года. Повествует о поиске писателем Гарри Смитом смысла жизни во время охоты в Африке.

## Сюжет
Писатель Гарри Смит отправился на африканское сафари, в ходе которого поцарапал колено и не обработал рану йодом. Теперь он медленно умирает от гангрены в палатке у подножия горы Килиманджаро, в Танганьике. Грузовик группы сломался, за больным ухаживает его любовница Эллен, которая пытается заставить Гарри бороться с болезнью, ожидая вызванного самолета. Главный герой погружен в воспоминания о войне, об Испании, о Париже, где он встретил свою истинную любовь, о сонме любовниц, об измене своим принципам, погубившей писательский талант. Все это приводит к поискам ответов на вечные вопросы: для чего он существовал на свете и что хорошего успел сделать?
Вечером к больному приходит смерть. Последний его сон был радостным: прилетел самолет, Гарри усадили на пассажирское сиденье и везут в больницу. Однако внезапно пилот сворачивает и летит прямо на вулкан. Писатель видит торжественную белоснежную шапку Килиманджаро… Посреди ночи Гарри обнаруживают мертвым.

## Персонажи
- Гарри Смит — главный герой, писатель.
- Эллен — любовница Гарри.
- Моло — африканский бой.
- Комтон (из сна) — летчик, друг Гарри.

## Экранизация
В 1952 году Генри Кинг снял в Голливуде фильм «Снега Килиманджаро» по рассказу Хемингуэя с Грегори Пеком, Авой Гарднер и Сьюзен Хэйворд в главных ролях.